# Nothobomolochus cresseyi
Nothobomolochus cresseyi is een eenoogkreeftjessoort uit de familie van de Bomolochidae. De wetenschappelijke naam van de soort is voor het eerst geldig gepubliceerd in 1997 door Timi & Sardella.